# Andrea Iannone
Andrea Iannone (Vasto, 9 de agosto de 1989) é um motociclista italiano. Foi piloto da ApriliaMotoGP na MotoGP.
Atualmente é piloto da Team Pata Go Eleven no campeonato de World SuperBike (WorldSBK).

## Posição atual
O piloto italiano terminou na 5° colocação da MotoGP 2015.

## Punição
Em 6 de setembro de 2009 o piloto foi punido pela Federação Internacional de Motociclismo por dar uma cabeçada no espanhol Pol Espargaró, durante a corrida de 125cc do Grande Prêmio de San Marino.

## Estatística

### Por temporada
| Temporada | Classe | Moto     | Tipo            | Time                                 | Número | Corridas | Vitórias | Podiums | Pole | Volta Rápida | Pts    | Posição |
| --------- | ------ | -------- | --------------- | ------------------------------------ | ------ | -------- | -------- | ------- | ---- | ------------ | ------ | ------- |
| 2005      | 125cc  | Aprilia  | Aprilia RS 125  | Abruzzo Racing Team                  | 29     | 16       | 0        | 0       | 0    | 0            | 20     | 20º     |
| 2006      | 125cc  | Aprilia  | Aprilia RS 125  | TicinoHosting Campetella Junior Team | 29     | 11       | 0        | 0       | 0    | 0            | 15     | 22º     |
| 2007      | 125cc  | Aprilia  | Aprilia RS 125  | WTR Blauer USA                       | 29     | 17       | 0        | 0       | 0    | 0            | 26     | 20º     |
| 2008      | 125cc  | Aprilia  | Aprilia RSV 125 | I.C. Team                            | 29     | 17       | 1        | 1       | 1    | 0            | 106    | 10º     |
| 2009      | 125cc  | Aprilia  | Aprilia RSA 125 | Ongetta Team I.S.P.A                 | 29     | 16       | 3        | 4       | 2    | 1            | 125.5  | 7º      |
| 2010      | Moto2  | Speed Up | FTR Moto M210   | Fimco Speed Up                       | 29     | 17       | 3        | 8       | 5    | 6            | 199    | 3º      |
| 2011      | Moto2  | Suter    | Suter MMXI      | Speed Master                         | 29     | 17       | 3        | 6       | 0    | 7            | 177    | 3º      |
| 2012      | Moto2  | Speed Up | Speed Up S12    | Speed Master                         | 29     | 17       | 2        | 5       | 0    | 0            | 194    | 3º      |
| 2013      | MotoGP | Ducati   | Ducati GP13     | Energy T.I. Pramac Racing            | 29     | 16       | 0        | 0       | 0    | 0            | 57     | 12º     |
| 2014      | MotoGP | Ducati   | Ducati GP14     | Pramac Racing                        | 29     | 17       | 0        | 0       | 0    | 0            | 102    | 10º     |
| 2015      | MotoGP | Ducati   | Ducati GP15     | Ducati Team                          | 29     | 18       | 0        | 3       | 1    | 1            | 188    | 5º      |
| 2016      | MotoGP | Ducati   | Ducati GP16     | Ducati Team                          | 29     | 7        | 1        | 3       | 1    | 1            | 112    | 9º      |
| Total     |        |          |                 |                                      |        | 180      | 13       | 27      | 10   | 16           | 1296.5 |         |

* Temporada em progresso.